# Republikken Ingusjetien
Republikken Ingusjetien (også kendt som Ingusjien; ingusjisk: ГIалгIай Мохк, tr. Ğalğaj Moxk; russisk: Респу́блика Ингуше́тия, tr. Respúblika Ingusjétija) er en af 21 autonome republikker i Den Russiske Føderation. Republikken Ingusjetien har et areal på 3.685 km² og 472.776(2016) indbyggere. Hovedstaden i republikken er Magas, der med sine 5.841(2015) indbyggere, er det absolut mindste administrative center i Den Russiske Føderation.

## Geografi
Ingusjetien er beliggende på de nordlige skråninger af Kaukasus i det Nordkaukasiske føderale distrikt.
Republikken grænser op til de russiske republikker Tjetjenien og Nordossetien–Alania samt Georgien.

## Historie
Omkring 700 år f.v.t. omtales ingusjeternes forfædre, Nakhcho-folket, første gang. Nakhcho-folket levede i bjergene i det, der er nutidens Ingusjetien og Tjetjenien.
I 1200-1400 forekom angreb og invasioner fra tatarer og Timur Lenk med flere.
Mellem 1600 og 1861 spredtes Islam fra Dagestan via Tjetjenien og blev antaget modvilligt af ingusjeterne; den sidste landsby blev først muslimsk i 1861.
Omkring år 1800 blev Nakhcho-folket delt i ingusjeter og tjetjenere.
I 1810 blev Ingusjiien en del af det russiske imperium.
I 1918 støttede befolkningen bolsjevikkerne under den russiske borgerkrig.
I 1936 etableredes den Autonome Socialistiske Sovjetrepublik Tjetjeno-Ingusjs ASSR efter diverse mellemstadier. Den ingusjetiske kultur blev stærkt undertrykt. I 1944 blev den ingusjetiske befolkning deporteret til Centralasien efter, at Stalin beskyldte dem for at have samarbejdet med tyskerne. Slaver flyttede ind i området. Den Ingus-Tjetjenske republik blev opløst og delt mellem Dagestan, Nordossetien og Georgien. I 1957, efter Stalins død, blev republikken genoprettet og ingusjeterne fik lov at vende tilbage til hjemlandet. De måtte tilbagekøbe deres tidligere ejendomme fra de nye beboere. En vestlig provins – Prigorodnyi – blev ikke givet tilbage, men forblev nordossetisk. Dette skabte megen bitterhed og var et vigtigt grundlag for den uro, som senere fulgte.
Efter Sovjetunionens opløsning i 1991 udskiltes Ingusjetien fra Tjetjenien og blev en selvstyrende russisk republik. I oktober 1992 udbrød uroligheder mellem ingusjetere og ossetere i Prigorodnyi-provinsen. Urolighederne endte med, at titusinder af ingusjetere blev drevet fra deres hjem og måtte flygte til Ingusjetien. Sammen med flygtninge fra Tjetjenien har flygtningene senere skabt store problemer for den allerede hårdt belastede ingusjetiske økonomi.
Republikkens befolkning består hovedsageligt af ingusjetere (375.537; 94,1%), som er nært beslægtet med republikkens næststørste folkegruppe, tjetjenere (19.765; 4,6%).